# Europlasma
Europlasma est un groupe français créé en 1992, spécialisé dans les technologies dites de rupture (torche à plasma, dont des torches utilisant de l'oxygène pur comme gaz plasmagène au lieu de l'air, ce qui permet de supprimer les émissions de NOx) pour l'inertage et le traitement de déchets dangereux (amiante, déchets radioactifs) et la production d'énergie renouvelable. La société est cotée en bourse.

## Historique
Le 10 février 1992, Europlasma est créé. Il vend des torches et des licences[réf. souhaitée].
En 2001, Europlasma entre sur le Marché Libre de la Bourse Euronext Paris. Une levée de 3 M€ est effectuée.
En 2003, le groupe rachète Inertam à EDF.
En 2006, Europlasma prend le contrôle majoritaire d’Europe Environnement.
En 2007, le groupe lance CHO Power[réf. souhaitée].
En 2009, en bourse, transfert sur Alternext de NYSE Euronext Paris (code ALEUP) ;
En 2010, Europlasma lance la construction de la première usine de production d’électricité à partir de déchets et de biomasse forestière par gazéification plasma en France. L'usine ouvre en 2012.
En 2013, Europlasma vend Europe Environnement au groupe belge CMI, ce qui engendre également une réorganisation du groupe[réf. souhaitée].
En 2014, Europlasma effectue une livraison préliminaire de la centrale électrique CHO Morcenx - Augmentations de capital + 40M€ levés.
En 2016, le bilan annuel est grevé par des problèmes chez Inertam (arrêts de production « dus à des incidents exceptionnels » selon la direction) qui font chuter le chiffre d'affaires de 32 % entre les deux exercices, à 7,7 M€, soit l'essentiel du chiffre d'affaires d'Europlasma. Le bilan est aussi grevé par l'investissement lourd « encore à valider techniquement, de la centrale CHO Power, qui doit produire de l'électricité à partir de la gazéification de biomasse et déchets solides » (pour atteindre la puissance électrique promise et obtenir sa qualification technique, cette centrale a du s'équiper de deux moteurs supplémentaires (d'une puissance de 2 MW , fabriqués par le groupe autrichien GE Jenbacher), en plus des deux moteurs Caterpillar déjà installés ) 
En 2017, la Banque européenne d'investissement (BEI) envisage un prêt de 20 M€ pour aider Europlasma à déployer dans les Deux-Sèvres une centrale électrique à énergie renouvelable déjà soutenue (pour 12 M€) par l'Agence de l'environnement et de la maîtrise de l'énergie. Une autre centrale de production est en attente d'autorisation, le projet CHO Locminé dans le Morbihan.
Innoveox, un groupe parisien qui est le principal concurrent d'Europlasma dans le domaine de l'inertage par vitrification de déchets dangereux (dont radioactifs) est aussi en difficulté, faisant début 2017 l'objet d'une procédure de sauvegarde. Le groupe prospecte aussi le secteur sidérurgique européen, pour reformage à sec des gaz de hauts fourneaux en vue de la diminution, voire l’élimination, des émissions de CO2 et de l’optimisation du procédé sidérurgique. CM Le 14 juin 2017, la technologie CHO Power est validée (FA pour Final Acceptance).
Le 25 janvier 2019, la société est placée en redressement judiciaire comme les autres sociétés du groupe. Le Tribunal de commerce de Mont de Marsan fixe une période d'observation de six mois pour mettre en place des projets industriels pérennes et sauvegarder les emplois. Depuis, sur l'ensemble des candidats ayant manifesté leur intérêt pour les activités développées par Europlasma, seuls deux repreneurs potentiels travaillent sur leur projet de reprise d'activités et de salariés afin de déposer une offre.
Début août 2019, le tribunal de commerce de Mont-de-Marsan valide le plan de redressement proposé pour Europlasma, quelques semaines après l'entrée au sein du capital de Zigi Capital, qui met en place une nouvelle gouvernance et élabore un plan pour sauver l'entreprise. 110 emplois sont ainsi conservés grâce à cette décision,. La société crée une filiale en Chine avec la construction d'un four de traitement des crasses d'aluminium et un centre de recherche à l'université de Hangzhou - Danzi.
Le 4 août 2021, Europlasma fait l'acquisition de Tarbes Industries. Située à Tarbes, l'usine, renommée en Les Forges de Tarbes, fournit des corps creux destinés aux industriels de la défenseservant notamment à fabriquer des obus de 155mm utilisés par le Canon automoteur CAESAR.
En 2022, Europlasma prend le relais de Luxfer, qui fabriquait des bouteilles haute pression et avait été fermée en 2019. Un nouveau site sera construit à Cébazat, dans le Puy-de-Dôme, où seront fabriquées des bouteilles en aluminium pour stocker des gaz à haute pression. Ces bouteilles seront utiles pour la santé (pour l'oxygénothérapie normobare), et le site permettra aussi de valoriser les déchets de l'industrie de l'aluminium. Europlasma mobilise 25 millions d'euros en fonds propres sur cinq ans, et 25 autres millions en dette privée. Il prévoit que la nouvelle usine générera un chiffre d'affaires d'environ 10 millions d'euros en 2025, et 50 millions en 2029. Le site accueillera la plus grande presse de filage inverse en Europe.
En janvier 2024, Europlasma dépose une offre pour la reprise de la forge de Valdunes, le dernier fabricant de roues et essieux de chemin de fer en France. Le 20 mars 2024, le rachat est acté : Europlasma s'engage à reprendre 66 salariés à Leffrinckoucke et 108 à Trith-Saint-Léger, soit 60 % des effectifs. Plusieurs journaux cependant, comme Le Monde, s'interrogent sur le financement atypique du groupe, « qui a échappé de peu à la liquidation en 2019, [et] n’a, depuis, repris que des sociétés en difficulté ».
En mars 2025, Europlasma se positionne auprès de Fonderie de Bretagne pour une éventuelle reprise du groupe placé en redressement judiciaire par le tribunal de commerce de Rennes.

## Activités
Les activités principales du groupe sont mises en œuvre par 3 sociétés/filiales :
1. Torch & Process qui conçoit, construit et commercialise des torches à plasma et vend des solutions plasma (basée sur une technologie mise au point par Aerospatiale (devenue EADS)), avec des études d'ingénierie et de licences sur les fours de traitement des déchets dangereux et des gaz (Europlasma Industries)[20].
En 2015 ce groupe comptait plus de 80 personnes et son chiffre d'affaires était de 9 millions d'euros (bilan 2014)[20].
2. Inertam est l'exploitant de l'unique site européen de vitrification d'amiante, situé à Morcenx (Landes). Inertam a été créé par EDF[20].
3. CHO Power qui conçoit et construit des unités de production d’électricité par gazéification de déchets portés à très haute température (plasma), pour des déchets banals et de biomasse. CHOPex, une filiale de CHO Power exploite ces unités[20].

Europlasma conçoit et fabrique des systèmes plasma (torche à plasma) dont la haute température peut avoir une application dans l’industrie du métal, la destruction de déchets, ou la gazéification haute température.
La torche à plasma permet de produire une énergie thermique allant jusqu'à 5 000 °C, à partir d'une énergie électrique. Elle permet notamment de remplacer les brûleurs de combustible fossile.
Une torche de ce type permet une transformation des composés organiques des déchets en gaz de synthèse de pouvoir calorifique inférieur allant jusqu'à 4,2 MJ/kg, ce qui aboutit à une destruction totale du déchet traité

## Financement
Europlasma use d'obligations convertibles en actions avec bons de souscription d'actions (OCABSA) pour se financer, du fait de sa situation financière dégradée .
L'AMF alerte sur ce type de montage financier qui fait courir un risque aux investisseurs, notamment car les OCABSA augmentent le nombre d'actions de la société, ce qui a un effet dilutif pour les actionnaires et provoque une forte pression baissière sur le cours de la bourse. Boursorama alerte ainsi le 24 avril 2024 d'une potentielle dilution de plus de 99% du capital d'Europlasma du fait de la mise en place d'un nouveau financement obligataire d'un montant nominal de 30 millions d'euros sur 36 mois sous forme d'OCABSA.
Ce montage financier inquiète Maël Le Goff, délégué CGT de la fonderie de Bretagne, dans le cadre de la reprise en 2025 de la fonderie de Bretagne.